# Arcidiecéze Potenza-Muro Lucano-Marsico Nuovo
Arcidiecéze Potenza-Muro Lucano-Marsico Nuovo (latinsky Archidioecesis Potentina-Murana-Marsicensis) je římskokatolická metropolitní arcidiecéze v italské Basilicatě, která tvoří součást Církevní oblasti Basilicata. V jejím čele stojí arcibiskup Salvatore Ligorio, jmenovaný papežem Františkem v roce 2015.

## Stručná historie
Diecéze v Potenze vznikla zřejmě již ve 5. století a v roce 1973 byla povýšena na arcidiecézi bezprostředně podřízenou Sv. stolci. Diecéze v Marsico Nuovo vznikla jako diecéze Grumentum již ve 2. pol. 4. století, později upadla a byla obnovena v 11. století, od roku 1818 je spojena s diecézí Potenza. Diecéze v Muro Lucano byla zřízena v 11. století, roku 1973 byla personálně sloučena s arcidiecézí Potenza-Marsico Nuovo. Roku 1986 byly spojeny v jednu metropolitní arcidiecézi.